# Enriqueta Leguía
Enriqueta Brigida Leguía Olivera de Lange (Lima, 8 de octubre de 1922 - Lima, 22 de julio de 2017) fue una poetisa peruana. 

## Biografía
Nació en el distrito de Miraflores. Fue hija del Presidente del Perú, Augusto B. Leguía Salcedo y de María Isabel Olivera Mayo (hija a su vez de Enrique Olivera del Valle, descendiente de la Marquesa del Valle de Campoameno). 
Por su filiación y otras circunstancias relacionadas, enfrentó en su adolescencia y juventud, una existencia azarosa, a la que, sin embargo, supo sobreponerse. En sus últimos años y retirada (tiene dos hijos y cuatro nietos) radicó en los Estados Unidos. Fue Presidenta de la Fundación Augusto B. Leguía, que revalora la memoria de dicho presidente.

## Obras
Enriqueta Leguía fue autora de: “Un Simple Acto de Justicia” (Lima 1999, 2000, 2001) ensayo donde realiza una exégesis de la extensa trayectoria política y de las obras realizadas por su padre durante sus presidencias; y de los poemarios: Poemario de Amor (Lima 2000), donde narra sus vicisitudes, amores, tribulaciones y alegrías; y Canto al Amor (Lima 2005). 
También ha publicado: “Para la Patria y por la Patria” (Lima 2006) texto comentado del mensaje del Presidente Augusto Bernardino Leguía Salcedo al Congreso Nacional del Perú, de fecha 12 de octubre de 1929 al concluir lo que debió ser su último período de gobierno; y Lima 1919-1930, La Lima de Leguía (Lima 2007).